# Saison 2013-2014 de la LNAH
Saison précédente Saison suivante
La saison 2013-2014 est la dix-huitième saison de la Ligue nord-américaine de hockey (souvent désignée par le sigle LNAH), ligue de hockey sur glace du Québec et de l’Ontario. Chacune des huit équipes joue quarante parties en saison régulière, dans l’objectif de remporter la Coupe Canam. La saison régulière débute le 11 octobre 2013 et se termine le 16 mars 2014.

## Changements
- Une huitième franchise fait son apparition dans la ligue, les Braves de Valleyfield[1]. Celle-ci ne dispute cependant que onze rencontres à Valleyfield avant d'être transféré le 25 novembre vers Laval pour ainsi devenir les Braves de Laval[2].
- Le HC Carvena de Sorel-Tracy devient les Éperviers de Sorel-Tracy[3].
- Le Caron et Guay de Trois-Rivières devient le Viking de Trois-Rivières[4].

## Faits marquants
- Le 25 octobre 2013, Grégory Dupré des Éperviers de Sorel-Tracy devient le seizième joueur de l’histoire de la ligue à obtenir 500 points[5].

## Saison régulière

### Classement des équipes
| Clt   | Équipe                         | PJ | V  | D  | DP | BP  | BC  | Pts |
| ----- | ------------------------------ | -- | -- | -- | -- | --- | --- | --- |
| +001, | Viking de Trois-Rivières       | 40 | 28 | 7  | 5  | 175 | 131 | 61  |
| +002, | Marquis de Jonquière           | 40 | 24 | 14 | 2  | 164 | 144 | 50  |
| +003, | Éperviers de Sorel-Tracy       | 40 | 22 | 12 | 6  | 162 | 136 | 50  |
| +004, | Isothermic de Thetford Mines   | 40 | 21 | 15 | 4  | 148 | 145 | 46  |
| +005, | 3L de Rivière-du-Loup          | 40 | 19 | 15 | 6  | 172 | 172 | 44  |
| +006, | Cool FM 103,5 de Saint-Georges | 40 | 20 | 18 | 2  | 142 | 153 | 42  |
| +007, | Riverkings de Cornwall         | 40 | 16 | 20 | 4  | 142 | 151 | 36  |
| +008, | Braves de Valleyfield / Laval  | 40 | 10 | 27 | 3  | 130 | 203 | 23  |

## Séries éliminatoires
Les huit équipes participent aux séries éliminatoires. Les trois rondes se jouent au meilleur des sept matchs.
|  | Quarts de finale | Quarts de finale               | Quarts de finale             | Quarts de finale             |                              |                              | Demi-finales | Demi-finales | Demi-finales | Demi-finales |  |  | Finale | Finale | Finale | Finale |
|  |                  |                                |                              |                              |                              |                              |              |              |              |              |  |  |        |        |        |        |
|  |                  |                                |                              |                              |                              |                              |              |              |              |              |  |  |        |        |        |        |
|  |                  |                                |                              |                              |                              |                              |              |              |              |              |  |  |        |        |        |        |
|  | 1                | Viking de Trois-Rivières       | 4                            | 4                            |                              |                              |              |              |              |              |  |  |        |        |        |        |
|  | 1                | Viking de Trois-Rivières       | 4                            | 4                            |                              |                              |              |              |              |              |  |  |        |        |        |        |
|  | 8                | Braves de Laval                | 1                            | 1                            |                              |                              |              |              |              |              |  |  |        |        |        |        |
|  | 8                | Braves de Laval                | 1                            | 1                            | Viking de Trois-Rivières     | Viking de Trois-Rivières     | 3            | 3            |              |              |  |  |        |        |        |        |
|  |                  |                                |                              |                              | Viking de Trois-Rivières     | Viking de Trois-Rivières     | 3            | 3            |              |              |  |  |        |        |        |        |
|  |                  |                                | Isothermic de Thetford Mines | Isothermic de Thetford Mines | 4                            | 4                            |              |              |              |              |  |  |        |        |        |        |
|  | 4                | Isothermic de Thetford Mines   | Isothermic de Thetford Mines | Isothermic de Thetford Mines | 4                            | 4                            | 4            | 4            |              |              |  |  |        |        |        |        |
|  | 4                | Isothermic de Thetford Mines   |                              |                              |                              |                              |              | 4            |              |              |  |  |        |        |        |        |
|  | 5                | 3L de Rivière-du-Loup          | 0                            | 0                            |                              |                              |              |              |              |              |  |  |        |        |        |        |
|  | 5                | 3L de Rivière-du-Loup          | 0                            | 0                            | Isothermic de Thetford Mines | Isothermic de Thetford Mines | 2            | 2            |              |              |  |  |        |        |        |        |
|  |                  |                                |                              |                              | Isothermic de Thetford Mines | Isothermic de Thetford Mines | 2            | 2            |              |              |  |  |        |        |        |        |
|  |                  |                                | Marquis de Jonquière         | Marquis de Jonquière         | 4                            | 4                            |              |              |              |              |  |  |        |        |        |        |
|  | 3                | Éperviers de Sorel-Tracy       | Marquis de Jonquière         | Marquis de Jonquière         | 4                            | 4                            | 4            | 4            |              |              |  |  |        |        |        |        |
|  | 3                | Éperviers de Sorel-Tracy       |                              |                              |                              |                              |              |              |              |              |  |  |        |        |        |        |
|  | 6                | Cool FM 103,5 de Saint-Georges | 1                            | 1                            |                              |                              |              |              |              |              |  |  |        |        |        |        |
|  | 6                | Cool FM 103,5 de Saint-Georges | 1                            | 1                            | Éperviers de Sorel-Tracy     | Éperviers de Sorel-Tracy     | 1            | 1            |              |              |  |  |        |        |        |        |
|  |                  |                                |                              |                              | Éperviers de Sorel-Tracy     | Éperviers de Sorel-Tracy     | 1            | 1            |              |              |  |  |        |        |        |        |
|  |                  |                                | Marquis de Jonquière         | Marquis de Jonquière         | 4                            | 4                            |              |              |              |              |  |  |        |        |        |        |
|  | 2                | Marquis de Jonquière           | Marquis de Jonquière         | Marquis de Jonquière         | 4                            | 4                            | 4            | 4            |              |              |  |  |        |        |        |        |
|  | 2                | Marquis de Jonquière           |                              |                              |                              |                              |              | 4            |              |              |  |  |        |        |        |        |
|  | 7                | Riverkings de Cornwall         | 2                            | 2                            |                              |                              |              |              |              |              |  |  |        |        |        |        |
|  | 7                | Riverkings de Cornwall         | 2                            | 2                            |                              |                              |              |              |              |              |  |  |        |        |        |        |
|  |                  |                                |                              |                              |                              |                              |              |              |              |              |  |  |        |        |        |        |

## Récompenses

### Trophées et honneurs
Cette section présente l'ensemble des trophées remis aux joueurs et personnalités de la ligue pour la saison.
| Trophée                                                           | Joueur                             |
| ----------------------------------------------------------------- | ---------------------------------- |
| Trophée Claude-Larose Joueur le plus utile à son équipe           | Marco Cousineau (Trois-Rivières)   |
| Trophée Éric-Messier Meilleur défenseur                           | Nicolas Dumoulin (Trois-Rivières)  |
| Trophée Guy-Lafleur Meilleur marqueur                             | Dominic Leveillé (Jonquière)       |
| Trophée Maurice-Richard Meilleur buteur                           | Grégory Dupré (Sorel-Tracy)        |
| Trophée Serge-Léveillée Meilleur entraîneur                       | Alain Côté (Trois-Rivières)        |
| Trophée Jonathan-Delisle Joueur démontrant le meilleur Leadership | Tommy Lafontaine (Trois-Rivières)  |
| Trophée des médias Joueur le plus utile des séries éliminatoires  | Pier-Olivier Pelletier (Jonquière) |
| Trophée du meilleur gardien de but                                | Marco Cousineau (Trois-Rivières)   |
| Trophée du joueur le plus gentilhomme                             | Thomas Beauregard (Trois-Rivières) |
| Trophée de la recrue offensive                                    | Maxime Villemaire (Thetford Mines) |
| Trophée de la recrue défensive                                    | Marco Cousineau (Trois-Rivières)   |
| Trophée Gaston-Gagné Avancement de sa cause et de la ligue        |                                    |

| Trophée                                                                   | Équipe                   |
| ------------------------------------------------------------------------- | ------------------------ |
| Coupe du Commissaire Équipe de la saison régulière avec le plus de points | Viking de Trois-Rivières |
| Coupe Canam Vainqueur des séries                                          | Marquis de Jonquière     |

### Équipe d'étoiles
- Gardien :
- Défenseurs :
- Centre :
- Ailiers :